# Teboho Edkins

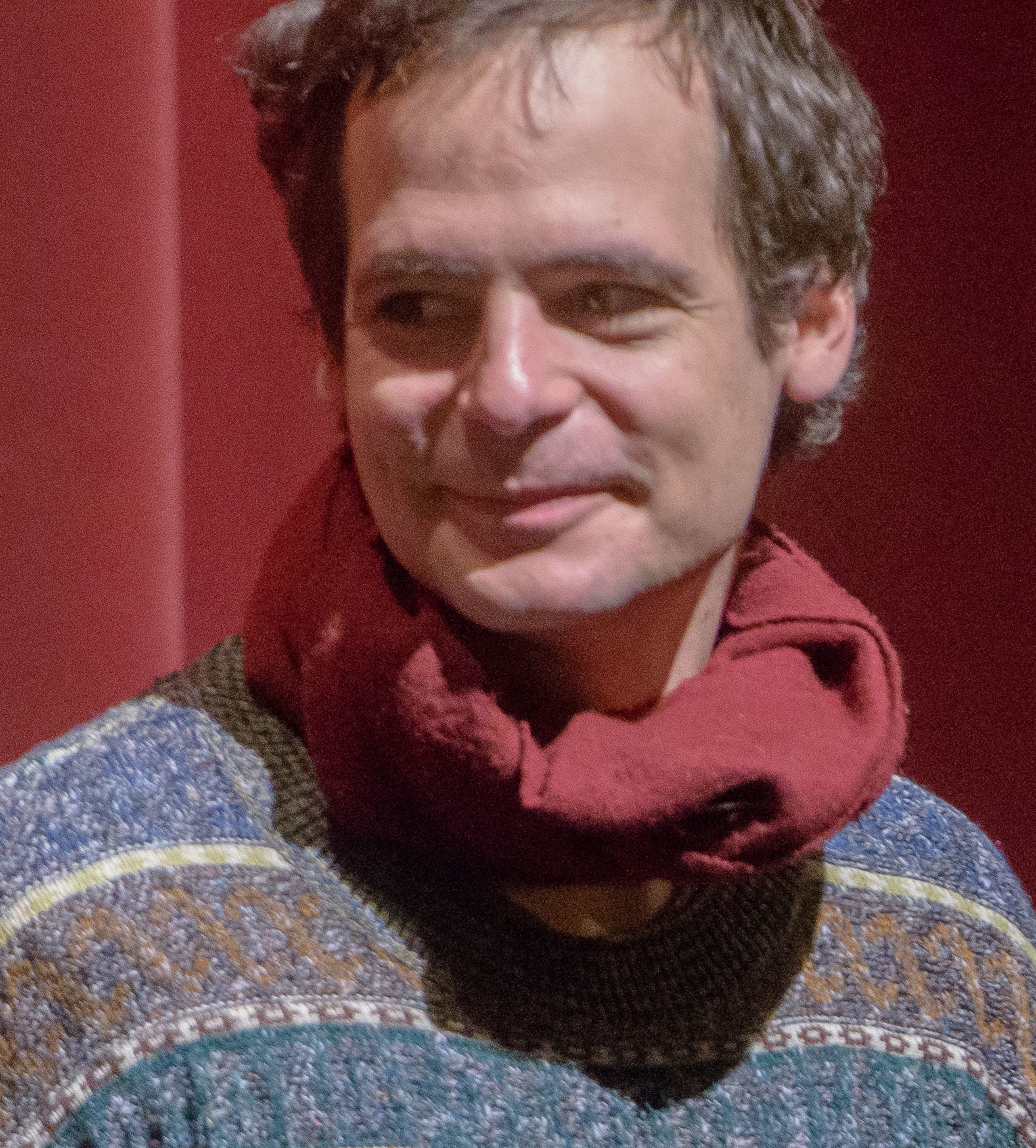
Teboho Edkins, 2017

Teboho Edkins (* 19. September 1980 im Bundesstaat Tennessee, USA) ist ein US-amerikanischer Filmregisseur.

## Leben
Edkins, dessen Mutter Deutsche ist und dessen Vater Südafrikaner, wuchs in Lesotho und Südafrika auf. Er studierte Kunst an der Universität Kapstadt, konnte dann durch ein Stipendium zwei Jahre lang in Le Fresnoy, dem Studio National des Arts Contemporains, in Tourcoing im Norden Frankreichs als Artist in Residence arbeiten. Diesem Stipendium folgte ein Postgraduierten-Studium an der dffb Deutsche Film- und Fernsehakademie Berlin in Berlin.
Seit 2004 ist Edkins durch seine Kurz- und Dokumentarfilme über das Leben in Südafrika nach dem Ende der Apartheid bekannt geworden.

## Preise und Ehrungen
- 2005: Dokumentarfilmpreis für Ask Me I'm Positive Internationales Film Festival Innsbruck.
- 2005: Dokumentarfilmpreis für Ask Me I'm Positive FESPACO.
- 2006: Dokumentarfilmpreis für den Kurzfilm True Love Internationales Film Festival Innsbruck.
- 2012: Best Short Film Preis für den Kurzfilm Thato mujerDOC.
- 2012: Dokumentarfilmpreis für Gangster Project African Film Festival of Cordoba.
- 2012: Helene Schwarz Preis für Gangster Project Deutsche Film- und Fernsehakademie Berlin.
- 2012: Dokumentarfilmpreis für Gangster Project Docudays UA.
- 2013: Verona Prize for best African Film für Gangster Project Zanzibar International Film Festival.
- 2014: Hauptpreis der Internationalen Jury für den Kurzfilm Gangster Backstage, Internationale Kurzfilmtage Oberhausen 2014.
- 2014: Open Doors Prize 2014 für Coming of Age International Film Festival Locarno, Schweiz
- 2015: Golden Gentian for Best Film für Coming of Age 63. Trento Film Festival
- 2015: Biberstein Gusmão Award for best emerging director für Coming of Age Porto/Post/Doc
- 2015: Prix Monde en regards für Coming of Age 34. Jean Rouch International Film Festival, Musée de l'Homme Paris
- 2015: Best Documentary Film für Coming of Age 10. Africa in Motion
- 2015: Award Benedetto Senni für Coming of Age Terra di Tutti Film Festival
- 2016: Best Film für Initiation Festival Internacional de Curtas do Rio de Janeiro, Brasil
- 2017: DOCM prix visions sud est 2017, für Days of Cannibalism, Visions du Reél Festival International de Cinéma Nyon
- 2020: DOK.horizonte-Nominierung für Days of Cannibalism, DOK.fest München

## Filmografie
- 2004: Ask Me I'm Positive, Dokumentarfilm; Regie.
- 2005: Looking Good, Dokumentarfilm; Regie.
- 2005: True Love; Regie.
- 2006: Gangster Project 1, kurzer Video Kunstfilm; Regie.
- 2007: Kinshasa 2.0, kurzer Dokumentarfilm für das Fernsehen, gedreht in der Demokratischen Republik Kongo; Regie.
- 2011: Thato, kurzer Dokumentarfilm; Kamera und Regie.
- 2011: Gangster Project, Dokumentarfilm; Drehbuch, Regie und Schauspieler.
- 2013: Gangster Backstage, kurzer Dokumentarfilm; Drehbuch, Regie.[1]
- 2015: Coming of Age, Dokumentarfilm; Drehbuch, Regie
- 2016: Initiation, Video Kunstfilm; Regie
- 2018: I am Sheriff, kurzer Dokumentarfilm; Drehbuch, Regie
- 2020: Days of Cannibalism, Dokumentarfilm; Drehbuch, Regie
- 2020: Shepherds, Kurzfilm, Regie